# Rhyacophila tupikana
Rhyacophila tupikana là một loài Trichoptera trong họ Rhyacophilidae. Chúng phân bố ở miền Cổ bắc.